# Organização Beltrán-Leyva
A Organização Beltrán-Leyva (também conhecida como Cartel dos Beltrán-Leyva) é uma organização criminosa e cartel de drogas mexicano que ganhou notoriedade no início dos anos 2000. O cartel foi fundado por cinco irmãos da família Beltrán-Leyva: Arturo Beltrán Leyva, Héctor Beltrán Leyva, Alfredo Beltrán Leyva, Carlos Beltrán Leyva e Mario Beltrán Leyva. Originalmente, os Beltrán-Leyva faziam parte do Cartel de Sinaloa, mas romperam com o grupo após uma traição interna, levando à criação de sua própria organização em 2008.

## História

### Formação e Ascensão
A Organização Beltrán-Leyva emergiu como um dos principais cartéis do México após a ruptura com o Cartel de Sinaloa, liderado por Joaquín "El Chapo" Guzmán. Os irmãos Beltrán-Leyva eram originalmente associados próximos de Guzmán e desempenhavam papéis-chave no tráfico de drogas para os Estados Unidos. No entanto, em 2008, Alfredo Beltrán Leyva foi preso pelas autoridades mexicanas, o que levou a uma acusação de traição de Guzmán, provocando uma guerra entre as duas facções.
Sob a liderança de Arturo Beltrán Leyva, o cartel expandiu rapidamente suas operações, controlando rotas estratégicas de tráfico de drogas do México para os Estados Unidos e aumentando sua influência em várias regiões do México. O grupo também se especializou em sequestros, assassinatos e extorsões, além de manter uma rede de corrupção que incluía políticos, policiais e militares.

### Fragmentação e Perda de Poder
Em 16 de dezembro de 2009, Arturo Beltrán Leyva foi morto durante uma operação militar das forças armadas mexicanas, um golpe devastador para a organização. A morte de Arturo provocou uma luta interna pelo controle da organização, resultando em sua fragmentação em grupos menores. Héctor Beltrán Leyva assumiu o controle do cartel, mas o grupo perdeu grande parte de sua influência e territórios para cartéis rivais, como o Cartel Jalisco Nueva Generación e o próprio Cartel de Sinaloa.
Héctor foi capturado em 2014, o que marcou outro ponto de enfraquecimento para a organização. Mesmo assim, facções remanescentes continuaram a operar em algumas regiões do México, incluindo Guerrero e Morelos, onde a violência relacionada ao tráfico de drogas e os confrontos com rivais continuaram.

## Estrutura Organizacional
A Organização Beltrán-Leyva funcionava com uma estrutura hierárquica baseada em laços familiares, com os irmãos Beltrán Leyva no topo. Cada um dos líderes controlava uma região ou área de atividade criminosa específica. Após a morte de Arturo e a captura de Héctor, o cartel se fragmentou em várias facções menores, com alguns remanescentes ainda operando em Guerrero e outras regiões.

### Líderes Principais
- Arturo Beltrán Leyva: Fundador e líder até sua morte em 2009.
- Héctor Beltrán Leyva: Assumiu a liderança após a morte de Arturo até sua captura em 2014.
- Alfredo Beltrán Leyva: Capturado em 2008, considerado um dos fundadores do cartel.
- Carlos Beltrán Leyva: Um dos membros remanescentes, com menos notoriedade.

## Atividades Criminosas
A Organização Beltrán-Leyva é conhecida principalmente pelo tráfico de drogas, incluindo cocaína, heroína e metanfetaminas, enviadas do México para os Estados Unidos. Além do tráfico de drogas, o cartel se envolveu em uma ampla gama de atividades criminosas, como:
- Sequestro: O cartel realizava sequestros de alto perfil, geralmente envolvendo empresários ou políticos, para financiar suas operações ou pressionar as autoridades.
- Assassinato: O cartel utilizava a violência de forma estratégica para eliminar rivais e consolidar o controle sobre territórios.
- Corrupção: Uma das marcas da Organização Beltrán-Leyva era a capacidade de subornar autoridades em diferentes níveis, desde forças de segurança locais até políticos de alto escalão.

## Relações com Outros Cartéis
A Organização Beltrán-Leyva manteve uma relação de cooperação com diversos cartéis ao longo dos anos, especialmente durante a aliança inicial com o Cartel de Sinaloa. Após a ruptura com Guzmán, a organização estabeleceu laços com cartéis rivais, como Los Zetas e o Cartel de Juárez. Durante a guerra contra o Cartel de Sinaloa, os Beltrán-Leyva também se aliaram ao Cartel de Tijuana e ao Guerreros Unidos.

## Conflitos Internos e Externos
A morte de Arturo Beltrán Leyva em 2009 levou a uma série de conflitos internos dentro da organização. Além disso, a guerra com o Cartel de Sinaloa resultou em confrontos violentos em várias partes do México, especialmente em Sinaloa e Guerrero. As lutas internas e as disputas com cartéis rivais enfraqueceram significativamente a organização ao longo dos anos.

## Colapso e Grupos Remanescentes
Após a captura e morte de vários de seus principais líderes, a Organização Beltrán-Leyva perdeu grande parte de seu poder e influência. No entanto, facções menores do cartel, muitas vezes chamadas de "Beltrán-Leyva remanescentes", continuam a operar em algumas áreas do México, embora em uma capacidade muito reduzida. Esses grupos ainda estão envolvidos em atividades como o tráfico de drogas e extorsão, mas enfrentam desafios significativos de cartéis maiores.

## Impacto na Guerra contra as Drogas
A ascensão e queda da Organização Beltrán-Leyva exemplifica a dinâmica volátil da guerra contra as drogas no México. O colapso da organização levou ao surgimento de novos grupos criminosos e a uma fragmentação do poder entre cartéis menores. Além disso, a violência resultante dos conflitos entre cartéis teve um impacto devastador em várias regiões do México, levando ao deslocamento de comunidades e à escalada da crise de segurança pública.